# Gacek sardyński
Gacek sardyński (Plecotus sardus) – gatunek ssaka z podrodziny mroczków (Vespertilioninae) w obrębie rodziny mroczkowatych (Vespertilionidae). Endemit Sardynii, jest krytycznie zagrożony wyginięciem.

## Taksonomia
Gatunek po raz pierwszy zgodnie z zasadami nazewnictwa binominalnego opisał w 2002 roku włosko-niemiecki zespół zoologów (Włosi – Mauro Mucedda i Ermanno Pidinchedda oraz Niemcy – Andreas Kiefer i Michael Veith), nadając mu nazwę Plecotus sardus. Holotyp pochodził z wnętrza jaskini w dolinie Lanaitto (40°15′29″N 9°29′13″E/40,258056 9,486944), na wysokości 150 m n.p.m., w gminie Oliena, w prowincja Nuoro, w środkowo-wschodniej części wyspy Sardynia, we Włoszech.
Wcześniej umieszczany w obrębie P. austriacus lub P. auritus, ale ostatnio ponownie podniesiony do rangi gatunku na podstawie danych morfologicznych i molekularnych. Autorzy Illustrated Checklist of the Mammals of the World uznają ten gatunek za monotypowy.

### Etymologia
- Plecotus: gr. πλεκω plekō „owijać, skręcać”; ους ous, ωτος ōtos „ucho”[9].
- sardus: łac. Sardus „sardyński”, od Sardi „Sardyńczycy”, od gr. σαρδω Sardō „Sardynia”[2][10].

## Zasięg występowania
Gacek sardyński występuje endemicznie na Sardynii; znane stanowiska znajdują się w pasie od wschodnich wybrzeży wyspy po sztuczne jezioro Lago Omodeo na zachodzie. Spotykany jest od poziomu morza do 1030 m n.p.m.

## Morfologia
Długość ciała (bez ogona) około 45 mm, długość ogona około 51 mm, długość ucha 37,5–39 mm, długość tylnej stopy 6,7–7,7 mm, długość przedramienia 41,1–42,2 mm; brak danych dotyczących masy ciała. Charakteryzuje się równowąskim prąciem (u gacka brunatnego zwęża się ono od nasady ku szczytowi, zaś u gacka szarego przyjmuje buławkowaty kształt), zaś od gacka alpejskiego różni się brakiem trójkątnej plamki na dolnej wardze.

## Ekologia
O jego biologii wiadomo niewiele – nieliczne okazy znaleziono w krasowych jaskiniach lub odłowiono w sieci w pobliżu sztucznego zbiornika wodnego.